# Център за контрол и превенция на заболяванията
Центровете за контрол и превенция на заболяванията (на английски: Centers for Disease Control and Prevention, CDC) са национален институт за обществено здравеопазване на Съединените щати.
CDC е федерална агенция към Министерство на здравеопазването и социалната политика и е със седалище в Друид Хилс (окръг Дикалб), Атланта, Джорджия.
Основната цел на агенцията е да защитава общественото здраве и сигурност чрез контрол и превенция на заболяванията, нараняванията и уврежданията. Обръща специално внимание на инфекциозните заболявания, хранителните отравяния, здравето в условията на околна среда, безопасността и здравето на работното място, превенция на злополуките и образователни дейности, насочени към подобряване на здравето на гражданите на Съединените щати.